# Stangtorpedo
En stangtorpedo var en tidlig udgave af torpedoen. Den bestod af en sprængladning monteret på en stang, der var fæstnet til et skib. Dette våben fik sit gennembrud i den amerikanske borgerkrig, men blev fra slutningen af 1870'erne afløst af den selvbevægelige torpedo.

## Baggrund
Brugen af søminer fik sit gennembrud under den amerikanske uafhængighedskrig, men søminerne var passive, og virkede kun, når de blev påsejlet. Under den amerikanske borgerkrig arbejdede begge sider videre med ideen om aktive torpedoer, som kunne føres frem mod de fjendtlige skibe. På den tid blev begge typer betegnet som torpedoer, mens man senere gik over til at skelne mellem søminer (de passive) og torpedoer, som efterhånden blev ensbetydende med selvbevægelige torpedoer.
I den amerikanske borgerkrig arbejdede både Nord- og Sydstaterne med at udvikle stangtorpedoer. I Nord var det flådeingeniøren John Lay, der stod for udviklingen, mens det i Syd var et samarbejde mellem J.R. Fretwell og E.C. Singer, der resulterede i en stangtorpedo, som blev godkendt i 1863. Fretwell-Singer udgaven kunne både bruges ved direkte kontakt eller dens pigge kunne hægte sig fast på en fjendtlig skibsside, hvorefter torpedobåden kunne slå bak og udløse ladningen via en wire i sikker afstand.

## Anvendelse i 1860'erne
Stangtorpedoen fik sit militære gennembrud med Konføderationens primitive undervandsbåd H.L. Hunley. Båden blev drevet frem med muskelkraft af otte mand, og foruden dem var der en skibsfører, der skulle føre stangtorpedoen mod sit mål. Den 17. februar 1864 lykkedes det båden at sænke Unionens korvet USS Housatonic, der tog del i blokaden af Charleston. H.L. Hunley og dens besætning fulgte imidlertid med i dybet, så det var en dyrekøbt sejr.
Unionens første vellykkede aktion med stangtorpedoer fulgte i oktober samme år, da løjtnant Cushing og hans besætning sejlede en lille dampbåd op ad Roanoke-floden og sænkede konføderationens pansrede vædderskib CSS Albemarle, der ellers havde domineret skibsfarten på floden. Cushings båd gik også tabt ved aktionen, men de fleste besætningsmedlemmer overlevede.
Borgerkrigen viste også stangtorpedoens begrænsninger. Den eksplosive ladning var for lille til at gøre skade på rigtige panserskibe, som Unionens USS New Ironsides. Dette skib blev torpederet et par gange i 1863, men led ingen større overlast. Konføderationen brugte i angrebene blandt andet en speciel type halvt neddykket torpedobåd, CSS David.

## Anvendelse i 1870'erne
Stangtorpedoen var et billigt våben, som vandt indpas især i de mindre landes flåder. Sømagterne var fuldt bevidst om dens begrænsninger, og man eksperimenterede derfor videre med slæbetorpedoer, som kunne have større ladninger, Først da den selvbevægelige torpedo fik sit gennembrud i 1870'erne, forelå der et effektivt våben mod større skibe. I den russisk-tyrkiske krig i 1877-78 benyttede russerne adskilligee dampbåde med stangtorpedoer. I maj 1877 førte løjtnant Dubasoff således fire dampbarkasser op ad Donau, hvor de sænkede den lille tyrkiske monitor Duba Seyfi. Sondhaus noterer, at det var første gang et krigsskib var blevet sænket med stangtorpdo, uden at angriberen selv var gået med i købet. Det følgende år rådede russerne over selvbevægelige torpedoer i Sortehavet, og man hører ikke mere til operativ anvendelse af stangtorpedoer fra russisk side.

## Senere brug
I de følgende årtier spillede stangtorpedoen en stadig mindre rolle, men i mange lande var den fortsat standardudrustning på de mindste torpedobåde og på mange af de små dampbarkasser, der var med ombord i større krigsskibe. Således brugte den franske eskadre stangtorpedoer under slaget ved Foochow (Fuzhou), 23. august 1884. Torpedobåden No. 46 sænkede den kinesiske skruekorvet Yang Wu og No. 45 beskadigede kanonbåden Fu Sing, hvorefter en dampbarkasse fra admiral Courbets flagskib Volta gjorde det af med Fu Sing. Under slaget ved Shaipoo, 14. februar 1885, gjorde de franske stangtorpedoer yderligere indhug i den kinesiske flåde.
Det sidste eksempel på krigsmæssig brug af stangtopedoer var under den 1. kinesisk-japanske krig, hvor den lille kinesiske krydser Yang Wei i stærkt beskadiget tilstand blev sænket med dette våben i september 1894.

## Anvendelse i Danmark
I Danmark foregik udviklingen af miner og torpedoer som et samarbejde mellem Marinen og hæren, der havde ansvaret for forsvaret af København på både land- og søsiden. Hos hæren begyndte Ingeniørkorpsets Sømineafdeling i 1868 forsøg med at anbringe stangtorpedoer i stævnen af rofartøjer, og i 1869 fik Marinens søartillerister besked om at sætte sig ind i stangtorpedoernes funktion, så de rofartøjer, der var ombord på skibene, kunne forsynes med stangtorpedoer. I 1870'erne blev de både, der var medbragt de større skibe afløst af dampbarkasser, så i 1879 gav Marineministeriet meddelelse om, at der ikke længere skulle være stangtorpedoer i robådene. Stangtorpedoerne blev fortsat brugt i dampbådene, og i 1889 blev to af de ældste torpedobåde igen udstyret med dem, og der blev bygget fire nye patruljebåde, som også havde stangtorpedoer som angrebsvåben. Først i 1919 gav Marineministeriet besked om, at stangtorpedoerne ikke længere skulle anvendes.